# روبرت د. كناب
روبرت د. كناب (بالإنجليزية: Robert D. Knapp)‏ هو ضابط أمريكي، ولد في 26 ديسمبر 1897 في مورلاند في الولايات المتحدة، وتوفي في 25 أبريل 1994.